# Tropidocephala breviceps
Tropidocephala breviceps är en insektsart som beskrevs av Matsumura 1907. Tropidocephala breviceps ingår i släktet Tropidocephala och familjen sporrstritar. Inga underarter finns listade i Catalogue of Life.